# سیلوانو فونتولان
سیلوانو فونتولان (انگلیسی: Silvano Fontolan؛ زادهٔ ۲۴ فوریهٔ ۱۹۵۵) بازیکن فوتبال اهل ایتالیا است.
از باشگاه‌هایی که در آن بازی کرده‌است می‌توان به باشگاه فوتبال کومو، باشگاه فوتبال هلاس ورونا، باشگاه فوتبال اینتر میلان، و باشگاه فوتبال آسکولی اشاره کرد.